# Tour Down Under 2008
Die 10. Tour Down Under fand vom 22. bis 27. Januar 2008 statt. Das Radrennen wurde in sechs Etappen über eine Distanz von 785 Kilometern ausgetragen. Es war als erstes Rennen außerhalb Europas Teil der UCI ProTour. Eröffnet wurde es mit dem Down Under Classic, das nicht zur ProTour-Wertung zählte.
Der Fahrer Elia Rigotto wurde disqualifiziert, nachdem er mit einem Kopfstoß den Australier Mathew Hayman im Finalsprint der vierten Etappe zu Fall gebracht hatte. Hayman erlitt einen Schlüsselbeinbruch. Es war das erste Mal bei der Tour Down Under, dass ein Fahrer aus dem Rennen genommen wurde.

## Etappen
| Etappe    | Tag        | Start–Ziel                | km  | Etappensieger | Führender     |
| --------- | ---------- | ------------------------- | --- | ------------- | ------------- |
| —         | 20. Januar | Down Under Classic        | —   | André Greipel | —             |
| 1. Etappe | 22. Januar | Mawson Lakes–Angaston     | 129 | Mark Renshaw  | Mark Renshaw  |
| 2. Etappe | 23. Januar | Stirling–Hahndorf         | 148 | André Greipel | Graeme Brown  |
| 3. Etappe | 24. Januar | Unley–Victor Harbor       | 139 | Allan Davis   | Mark Renshaw  |
| 4. Etappe | 25. Januar | Mannum–Strathalbyn        | 134 | André Greipel | Mark Renshaw  |
| 5. Etappe | 26. Januar | Willunga–Willunga         | 147 | André Greipel | André Greipel |
| 6. Etappe | 27. Januar | Adelaide East End Circuit | 88  | André Greipel | André Greipel |

## Teams und Fahrer
| Team                | Nation      | Kapitän           |
| ------------------- | ----------- | ----------------- |
| Ag2r La Mondiale    | Frankreich  | Martin Elmiger    |
| Team CSC            | Danemark    | Stuart O’Grady    |
| Silence-Lotto       | Belgien     | Robbie McEwen     |
| Crédit Agricole     | Frankreich  | Simon Gerrans     |
| Team Milram         | Deutschland | Elia Rigotto      |
| Bouygues Télécom    | Frankreich  | Xavier Florencio  |
| Team High Road      | Deutschland | Bernhard Eisel    |
| Team Astana         | Luxemburg   | José Luis Rubiera |
| Caisse d’Epargne    | Frankreich  | Luis Leon Sanchez |
| Quick Step          | Belgien     | 1                 |
| Française des Jeux  | Frankreich  | Philippe Gilbert  |
| Liquigas            | Italien     | 1                 |
| Équipe Cofidis      | Frankreich  | 1                 |
| Team Gerolsteiner   | Deutschland | 1                 |
| Euskaltel-Euskadi   | Spanien     | 1                 |
| Rabobank            | Niederlande | Graeme Brown      |
| Lampre-Fondital     | Italien     | 1                 |
| Saunier Duval-Scott | Italien     | 1                 |
| Australia-UniSA     | Australien  | Allan Davis       |

1: Diese Teams vergaben ihre Rückennummern nach alphabetischer Reihenfolge, weshalb eine Bestimmung des Kapitäns nicht möglich ist. Normalerweise erhält der Kapitän eines Teams während des Rennens die erste Startnummer.